# إدفارد أيلرت كريستي
إدفارد أيلرت كريستي هو شخصية أعمال وسياسي نرويجي، ولد في 10 أغسطس 1773، وتوفي في 14 أغسطس 1831. انتخب عضو برلمان النرويج ‏ عن دائرة  خلال فترته النيابية ‏ (1824 – 1826).